# Melanitis gokala
Melanitis gokala är en fjärilsart som beskrevs av Moore 1857. Melanitis gokala ingår i släktet Melanitis och familjen praktfjärilar. Inga underarter finns listade i Catalogue of Life.